# Runge-Theorie
In der Funktionentheorie beschäftigt sich die Runge-Theorie mit der Frage, wann auf einem Teilgebiet holomorphe Funktionen durch auf einem größeren Gebiet holomorphe Funktionen approximiert werden können. Sie wurde wesentlich von Carl Runge entwickelt, der 1885 seinen Approximationssatz veröffentlichte.

## Runge-Theorie für Kompakta

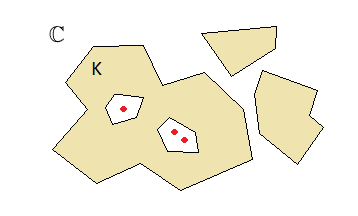
Die Menge (rote Punkte) trifft jede beschränkte Komponente von (mindestens einmal).

Für eine Menge {\displaystyle P\subset \mathbb {C} } sei {\displaystyle \mathbb {C} _{P}[z]} die {\displaystyle \mathbb {C} }-Algebra der rationalen Funktionen, die nur in {\displaystyle P} Polstellen aufweisen.
Der Runge’sche Approximationssatz für Kompakta besagt nun: Sei {\displaystyle K\subset \mathbb {C} } ein Kompaktum. Trifft
{\displaystyle P\subset \mathbb {C} \setminus K} jede beschränkte Komponente von {\displaystyle \mathbb {C} \setminus K}, dann ist jede auf {\displaystyle K} holomorphe Funktion gleichmäßig durch Funktionen aus {\displaystyle \mathbb {C} _{P}[z]} approximierbar.
Als wichtigen Spezialfall erhält man den Kleinen Satz von Runge: Wenn für ein Kompaktum {\displaystyle K\subset \mathbb {C} } das Komplement zusammenhängend ist, dann ist jede auf {\displaystyle K} holomorphe Funktion gleichmäßig durch Polynome approximierbar. (Denn in diesem Fall kann man {\displaystyle P=\emptyset } wählen und rationale Funktionen ohne Polstellen sind Polynome.)

## Runge-Theorie für Bereiche
Der Satz von Runge über rationale Approximation lautet: Sei {\displaystyle \Omega \subseteq \mathbb {C} } ein Bereich und {\displaystyle P\subset \mathbb {C} \setminus \Omega } eine Menge, deren Abschluss {\displaystyle {\overline {P}}} in {\displaystyle \mathbb {C} } jedes Loch von {\displaystyle \Omega } trifft. Dann liegt die Algebra {\displaystyle \mathbb {C} _{P}[z]} bzgl. der Topologie der kompakten Konvergenz dicht in der Algebra der holomorphen Funktionen {\displaystyle {\mathcal {O}}(\Omega )}. Als Loch wird hierbei eine kompakte Komponente von {\displaystyle \mathbb {C} \setminus \Omega } bezeichnet.
Zwei Bereiche {\displaystyle \Omega \subseteq \Omega '\subseteq \mathbb {C} } heißen Runge’sches Paar, wenn jede auf {\displaystyle \Omega } holomorphe Funktion sich auf Kompakta gleichmäßig durch auf {\displaystyle \Omega '} holomorphe Funktionen approximieren lässt. Aus obigem Approximationssatz folgt mit Hilfe des Satzes von Behnke-Stein schließlich die Charakterisierung:
{\displaystyle \Omega \subseteq \Omega '} bilden genau dann ein Runge’sches Paar, wenn {\displaystyle \Omega '\setminus \Omega } keine kompakten Komponenten hat, also {\displaystyle \Omega } relativ zu {\displaystyle \Omega '} keine Löcher aufweist.

## Anwendungen
- Der Satz von Mittag-Leffler lässt sich aus den Runge’schen Sätzen herleiten.
- Es existieren punktweise konvergente Polynomfolgen, die nicht auf allen Kompakta lokal gleichmäßig konvergieren.
- Die Einheitskreisscheibe lässt sich holomorph und eigentlich in {\displaystyle \mathbb {C} ^{3}} einbetten. (Tatsächlich sogar in {\displaystyle \mathbb {C} ^{2}}, was aber nicht direkt aus den Runge’schen Sätzen folgt.)
- Jedes Gebiet von {\displaystyle \mathbb {C} } ist ein Holomorphiegebiet, d. h. zu jedem Gebiet gibt es eine darauf definierte holomorphe Funktion, die sich nicht holomorph über dieses Gebiet hinaus ausdehnen lässt.

## Runge-Approximation auf riemannschen Flächen
Der Approximationssatz wurde 1948 durch Behnke und Stein auf riemannsche Flächen verallgemeinert. Man kann auf riemannschen Flächen zwar nicht von Polynomen sprechen, aber die Approximierbarkeit einer Funktion durch Polynome auf kompakten Mengen {\displaystyle K\subset \mathbb {C} } ist äquivalent zur Approximierbarkeit durch ganze Funktionen, wie man durch Abbrechen der Taylor-Reihen leicht sieht, und in dieser Form gelingt folgende Verallgemeinerung:
- Sei {\displaystyle X} eine riemannsche Fläche und {\displaystyle Y\subset X} eine offene Teilmenge, so dass deren Komplement {\displaystyle X\setminus Y} keine kompakten Zusammenhangskomponenten hat. Dann kann jede auf {\displaystyle Y} holomorphe Funktion bzgl. der Topologie der kompakten Konvergenz durch holomorphe Funktionen auf {\displaystyle X} approximiert werden.

Beachte, dass die Aussage für kompakte riemannsche Flächen trivial wird, denn dann ist notwendig {\displaystyle Y=X}. Für nicht-kompakte riemannsche Flächen erhält man als nicht-triviale Folgerung, dass {\displaystyle H^{1}(X,{\mathcal {O}})=0}, d. h. heißt die 1-te Garbenkohomologie mit Werten in der Garbe {\displaystyle {\mathcal {O}}} der holomorphen Funktionen verschwindet. Daraus erhält man leicht die Lösbarkeit von Mittag-Leffler-Problemen (siehe Satz von Mittag-Leffler) auf nicht-kompakten riemannschen Flächen.

## Verallgemeinerung
- Der Satz von Mergelyan (durch Mergelyan 1951) behandelt zusätzlich u. a. das Problem mit stetiger Fortsetzung auf den Rand.[5]